# Ole Wehus
Ole Wehus (25. juni 1909 i Kristiansand – 10. marts 1947 i Oslo) var en norsk statspolitimand, som blev dømt til døden og henrettet for tortur og landsforræderi under 2. verdenskrig.
Wehus blev født og voksede op i Kristiansand, hvor han afsluttede syv års skole, men fuldførte ikke de følgende to år. Senere gik han en halvt år ved Handelsgymnasiet i Kristiansand. Han arbejdede i sine forældres skind- og lædervareforretning.
Wehus meldte sig ind i Nasjonal Samling i 1934. Han meldte sig som norsk frivillig i slutningen af 1939 til Vinterkrigen. Han blev udnævnt til sergent i Finland i 1940, men fik lungebetændelse og blev sendt hjem samme år uden at have været i kamp.

## Samarbejde med Gestapo
Wehus blev ansat af det norske statspoliti (STAPO) 7. april 1942. Han forsøgte at melde sig til germanske-SS Norge og senere Den norske legion, men blev afvist af statspolitiet. Han begyndte at arbejde for det tyske SIPO og var tolk for Gestapo i Kristiansand i 1942. Chefen der var SS-Haubtsturmführer Rudolf Kerner. Ikke længe efter at Gestapo fandt ud af, at han havde andre "kvalifikationer", gav de ham arbejde med afhøring og systematisk tortur af nordmænd ved Gestapo-hovedkvarteret ("Arkivet") i Kristiansand. Der er tegn på, at Wehus gik videre i tortur under forhør, end han fik ordre til, og den grove tortur resulterede i at mange norske modstandsfolk fra Sørlandet blev sat i fangelejre og tyske koncentrationslejre, hvor flere døde.. Efter krigen blev han dømt til døden under Retsopgøret i Norge efter 2. verdenskrig for landsforræderi og mere end hundrede tilfælde af omfattende tortur. Wehus blev henrettet ved skydning 10. marts 1947 på Akershus fæstning i Oslo. Han beskrives som den værste torturbøddel under Anden Verdenskrig i Norge efter Henry Rinnan.